# اوئانوکو
اوئانوکو (به اسپانیایی: Huánuco) یک شهر در پرو است که در استان اوئانوکو واقع شده‌است.

## خصوصیات
اوئانوکو ۱٬۸۸۰ متر بالاتر از سطح دریا واقع شده‌است.